# راي إيرول فوكس
راي إيرول فوكس (بالإنجليزية: Ray Errol Fox)‏ هو صحفي أمريكي، ولد في 13 يوليو 1939 في فيلادلفيا في الولايات المتحدة.

## وصلات خارجية
- راي إيرول فوكس على موقع IMDb (الإنجليزية)